# Maria Severa

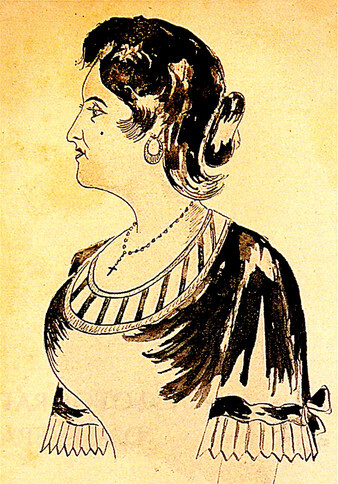
Maria Severa, Zeichnung von Francisco Metrass

Die Sängerin Maria Severa Onofriana, auch A Severa genannt (* 26. Juli 1820 in Lissabon; † 30. November 1846 daselbst), war eine Wegbereiterin des Fado in Portugal und eine seiner bedeutendsten Interpretinnen.

## Leben
Maria Severa gilt als Tochter des Roma-Schankwirtspaares Severo Manuel de Sousa und Ana Gertrudes und wurde vermutlich in der Rua do Capelão in der Mouraria, einem ursprünglichen Stadtviertel (Bairro) Lissabons geboren, in dem sich ursprünglich freigelassene Sklaven niedergelassen hatten und welches im 19. Jahrhundert als das Stadtviertel der Fischer und Fischweiber galt. Hier verbrachte sie auch den größten Teil ihres Lebens.
Sie wird als groß und grazil beschrieben und verdiente sich ihren Lebensunterhalt, indem sie in Schänken auf der portugiesischen Gitarre spielte und sang und auch der Prostitution nachging.
Severa unterhielt u. a. eine unglückliche Liebschaft mit Francisco de Paula de Portugal e Castro, Graf von Vimioso. Sie starb schon früh mit 26 Jahren an Tuberkulose, nach anderen Quellen nahm sie sich selbst das Leben. Ihre letzte Ruhe fand sie in einem Massengrab auf dem Lissaboner Friedhof Alto de São João.

## Rezeption

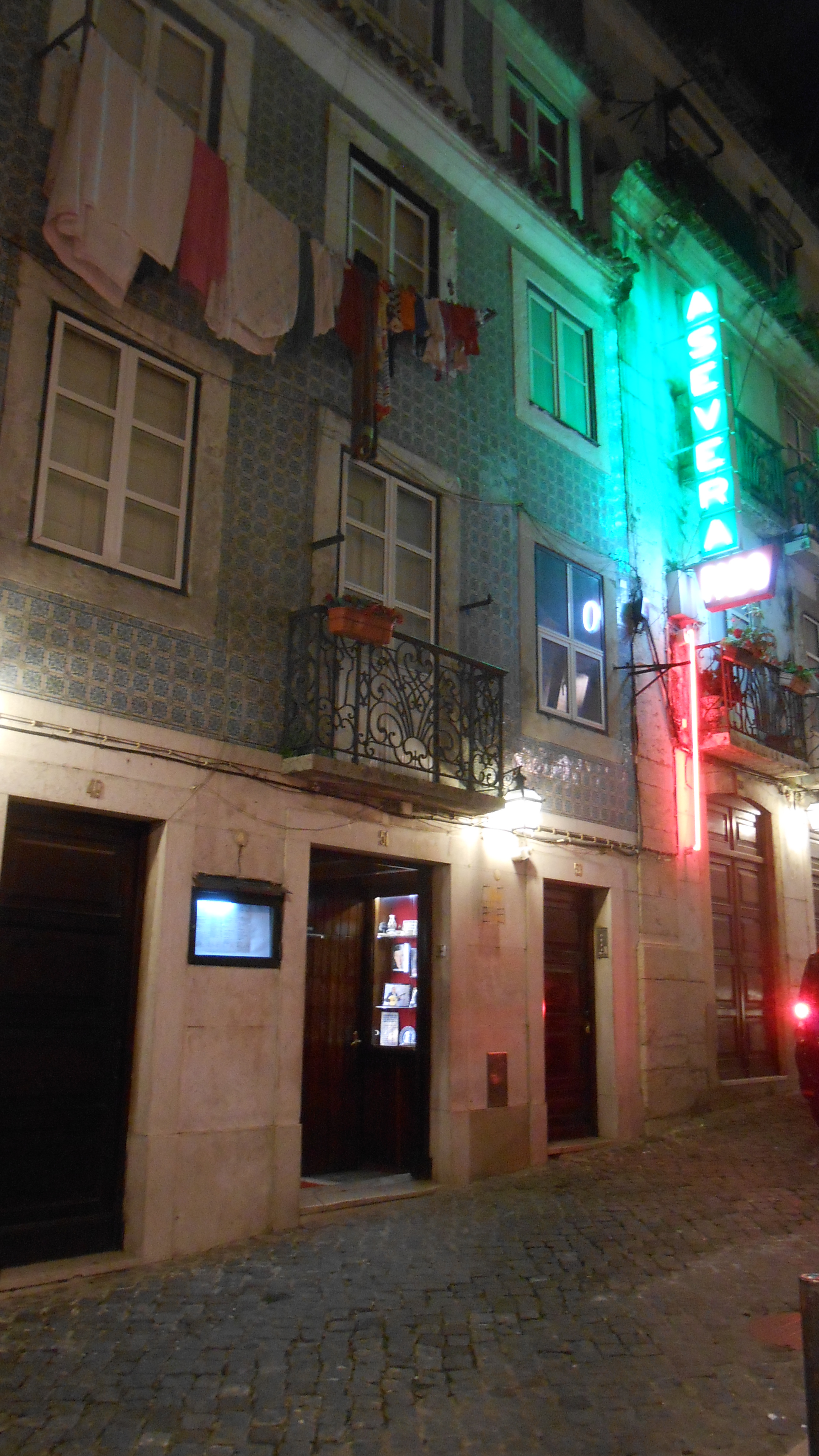
Das nach Maria Severa-Onofriana benannte Fado-Lokal im Lissabonner Bairro Alto

Maria Severa gilt als eine Wegbereiterin des Fado in Portugal und seine bedeutendste Interpretin im 19. Jahrhundert.
Ihr tragisches Leben und Ende inspirierte den Dramatiker Júlio Dantas 1901 zu einem Schauspiel namens A Severa, das dem Regisseur José Leitão de Barros als Vorlage für den ersten gleichnamigen portugiesischen Tonfilm A Severa im Jahr 1931 diente. In Carlos Sauras Film Fados wird Maria Severa 2007 von der jungen Fadista Cuca Roseta dargestellt. Am 29. März 2019 hatte Severa - O Musical Premiere im Lissabonner Teatro Politeama. Das Musical unter Regie von Filipe La Féria gilt als eines der aufwändigsten Musicals in der portugiesischen Theatergeschichte. Die Premiere wurde vom Publikum gefeiert, darunter einer Reihe aktueller Fadogrößen wie Ana Moura, Carminho oder Raquel Tavares sowie der brasilianische Revuestar Brigitte Blair und die portugiesische Schauspielerin und Komikerin Maria Rueff.
Heute noch treten die meisten Fado-Sängerinnen bekleidet mit einem schwarzen Seidenschal auf, einem von ihr bevorzugten Accessoire. Im Bairro-Alto-Viertel in Lissabon trägt ein bekanntes Fado-Lokal ihren Namen.